# 에바 삼코바
에바 삼코바(Eva Samková, 1993년 4월 28일~)는 체코의 여자 스노보드 선수이다. 2014년소치 동계올림픽 여자 스노보드 크로스 경기에서 금메달을 획득했다. 대회 때마다 콧수염을 그리고 출전하면서 화제를 낳기도 했다.

## 성적

### 올림픽
| 년도 | 대회일   | 장소          | 종목            | 결과 | 메달 |
| ---- | -------- | ------------- | --------------- | ---- | ---- |
| 2014 | 2월 16일 | 러시아 소치   | 스노보드 크로스 | 1위  |      |
| 2018 | 2월 16일 | 대한민국 평창 | 스노보드 크로스 | 3위  |      |